# Truyện cảnh sát
Truyện cảnh sát hay phim cảnh sát (tiếng Anh: police procedural) hoặc truyện/phim cảnh sát hình sự (tiếng Anh: police crime drama) là một nhánh nhỏ của dòng phim pháp lý và truyện trinh thám nhấn mạnh quá trình điều tra của một cảnh sát viên hay một tổ cảnh sát trong vai các nhân vật chính, tương phản với các thể loại khác vốn chỉ tập trung vào không thám tử tư thì là nhân viên điều tra nghiệp dư, hoặc các nhân vật là đối tượng nhắm đến của đội điều tra.